# ТЕС Ашугандж (BPDB)
ТЕС Ашугандж (BPDB) – кілька генеруючих майданчиків, створених на тимчасовій основі на замовлення державної бангладеської компанії Bangladesh Power Development Board (BPDB).
З кінця 1960-х поблизу найбільшого газового родовища країни Тітас відбувається розвиток ТЕС Ашугандж, яка з 1990-х знаходиться в управлінні компанії APSCL – дочірньої структури BPDB. Втім, у певний момент для покриття стрімко зростаючого попиту на електроенергію в Бангладеш почали широко використовувати практику оренди генеруючих потужностей – державна BPDB укладала угоди із приватними компаніями, які створювали генеруючі майданчику на основі двигунів внутрішнього згоряння, котрі могли бути швидко змонтовані, а в майбутньому демобілізовані. Зокрема, в районі Ашуганджу були розміщені одразу три такі об’єкта:
1) Введена в експлуатацію у квітні 2010-го електростанція компанії Precision Energy, яка мала 15 генераторних установок виробництва німецької MWM (Deutz) типу TCG 2032 V16 загальною потужністю 60 МВт (законтрактована потужність 55 МВт). Цей майданчик підключили до електропідстанції 132 кВ;
2) Запущений в  травні 2011-го майданчик компанії Aggreko, який використовував генераторні установки одиничною потужністю по 1,2 МВт з двигунами Cummins QSK60G та генераторами Stamford & Leroy Somer. Первісно загальна потужність цієї станції становила 80 МВт, а у 2013-му буда доведена до 15 МВт. Для видачі продукції майданчик підключили до електропідстанції 230 кВ; Строк контракту з Aggreko завершився у листопаді 2016-го, а наступного року вона була демонтована та перевезена на майданчик ТЕС Бхола.
3) У червні 2011-го почала роботу станція компанії United Power, яка мала 14 генераторних установок виробництва німецької MWM (Deutz) типу TCG 2032 V16 загальною потужністю 53 МВт. Цей майданчик підключили до електропідстанції 230 кВ.
Всі зазначені генераторні об’єкти були розраховані на використання природного газу, який надходить до Ашуганджу від розташованого за кілька кілометрів найбільшого родовища країни Тітас або з північного сходу країни по газотранспортному коридору Кайлаштіла – Ашугандж.
Можливо відзначити, що в Ашугандзі окрім згаданої вище ТЕС Ашугандж також працює належна тій же APSCL ТЕС Ашугандж-Північ/Ашугандж-Південь і менші генеруючі об’єкти компаній United Power та Midland Power.